# Николас-Ромеро (муниципалитет)
Николас-Ромеро  (исп. Nicolás Romero) — город и муниципалитет в Мексике, входит в штат Мехико. Население — 269 393 человека.